# Eurycentrum salomonense
Eurycentrum salomonense är en orkidéart som beskrevs av Rudolf Schlechter. Eurycentrum salomonense ingår i släktet Eurycentrum och familjen orkidéer. Inga underarter finns listade i Catalogue of Life.